# ماناوی
ماناوی (به لاتین: Manavi) یک منطقهٔ مسکونی در گرجستان است که در کاختی واقع شده‌است. ماناوی ۲٬۷۶۹ نفر جمعیت دارد و ۷۵۰ متر بالاتر از سطح دریا واقع شده‌است.